# Prefectura autónoma mongol de Bortala
Bortala  (en mongol: Бөртала, romanizado: Börtala, lit. 'estepa marrón'; en chino, 博尔塔拉; pinyin, Bó'rtǎlā) es una prefectura autónoma en la región autónoma de Sinkiang, al noroeste de la República Popular China. Ubicada en la región de Zungaria, hace frontera al norte y oeste con Kazajistán. Su área es de 24 862 km² y su población total para 2010 superó los 440 mil habitantes.

## Administración
La prefectura Bortala está conformada de 4 localidades que se administran en 2 ciudades suburbanas y 2 condados rurales.
- ciudad Bole (博乐市);
- ciudad Alashankou (阿拉山口市);
- condado Jinghe (精河县);
- condado Wenquan (温泉县);